# 6-Stunden-Rennen von Misano 1978

Autodromo di Santamonica (1972–1992)

Das 6-Stunden-Rennen von Misano 1978, auch Misano 6 Hours, fand am 25. Juni auf dem Autodromo di Santamonica statt und war der neunte Wertungslauf der Sportwagen-Weltmeisterschaft dieses Jahres.

## Das Rennen
Der Gesamtsieg von Bob Wollek und Henri Pescarolo in Misano war unspektakulär und ungefährdet. Die Konkurrenz dezimierte sich durch technische Unzulänglichkeiten und Fehler selbst. Besonders hart davon betroffen waren die Porsche 935 von Gelo Racing. Beim Wagen mit der Nummer 8 verrechneten sich die Mechaniker bei der Menge des Kraftstoffs, sodass John Fitzpatrick eine Runde vor dem zum Nachtanken geplanten Boxenstopp auf der Bahn mit leerem Tank ausrollte. Der Porsche mit Toine Hezemans am Steuer wurde von der Rennleitung mit der Schwarzen Flagge gestoppt, nachdem der Wagen extrem viel Öl verloren hatte. 
Der bestplatzierte BMW 320i fiel ebenfalls aus. Nach einem Motorschaden drehte sich der Wagen von Markus Höttinger auf dem auslaufenden Öl von der Strecke. Durch die vielen Ausfälle erreichten die beiden Italiener Vittorio Coggiola und Piero Monticone auf einem privat gemeldeten Porsche 935 mit einem Rückstand von vier Runden auf die Sieger den zweiten Gesamtrang.

## Ergebnisse

### Schlussklassement
| 1               | Gr. 5 | 7  | Porsche Kremer Racing  | Bob Wollek Henri Pescarolo                          | Porsche 935/77A   | 261 |
| 2               | Gr. 5 | 23 | Vittorio Coggiola      | Vittorio Coggiola Piero Monticone                   | Porsche 935       | 257 |
| 3               | Gr. 5 | 12 | Konrad Racing          | Franz Konrad Volkert Merl                           | Porsche 935/77A   | 255 |
| 4               | Gr. 5 | 2  | BMW Belgium            | Patrick Nève Harald Grohs                           | BMW 320i          | 255 |
| 5               | Gr. 5 | 1  | BMW Faltz Essen        | Dieter Quester Wolfgang Wolf                        | BMW 320i          | 246 |
| 6               | Gr. 5 | 4  | BMW Schweiz            | Freddy Kottulinsky Markus Hotz                      | BMW 320i          | 240 |
| 7               | GT    | 18 | Angelo Pallavicini     | Angelo Pallavicini Edi Kofel Marco Vanoli           | Porsche 934       | 240 |
| 8               | GT    | 26 | Max Moritz             | Edgar Dören Gerhard Holup Eckhard Schimpf           | Porsche 934       | 239 |
| 9               | GT    | 25 | Jolly Club             | Girolamo Capra Gabriele Gottifredi Michele di Gioia | Porsche 934       | 230 |
| 10              | Gr. 5 | 28 | Giuseppe Piazzi        | Giuseppe Piazzi Renzo Zorzi Renato Benusiglio       | Fiat X1/9         | 227 |
| 11              | Gr. 5 | 32 |                        | Sergio Rombolotti Eriberto Rossi Guido Daverio      | Alpine A110       | 206 |
| Disqualifiziert |       |    |                        |                                                     |                   |     |
| 12              | Gr. 5 | 6  | Gelo Racing Team       | Toine Hezemans Klaus Ludwig John Fitzpatrick        | Porsche 935/77A   | 137 |
| Ausgefallen     |       |    |                        |                                                     |                   |     |
| 13              | GT    | 11 | Preben Kristoffersen   | Preben Kristoffersen Eberhard Sindel                | Porsche 934       | 182 |
| 14              | GT    | 24 | Kenneth Leim           | Kenneth Leim Kurt Simonsen                          | Porsche 934       | 121 |
| 15              | Gr. 5 | 9  | Jolly Club             | Carlo Facetti Martino Finotto Umberto Grano         | Porsche 935       | 118 |
| 16              | Gr. 5 | 3  | BMW Italia Osella      | Giorgio Francia Markus Höttinger                    | BMW 320i          | 109 |
| 17              | Gr. 5 | 19 | Scuderia Brescia Corse | Maurizio Micangeli Marco Micangeli                  | De Tomaso Pantera | 104 |
| 18              | Gr. 5 | 8  | Gelo Racing Team       | John Fitzpatrick Hans Heyer                         | Porsche 935/77A   | 58  |
| 19              | Gr. 5 | 5  | BMW Sweden             | Ingvar Carlsson Bo Emanuelsson                      | BMW 320i          | 32  |
| Nicht gestartet |       |    |                        |                                                     |                   |     |
| 20              | GT    | 15 | Mirabella              | Felice Besenzoni Luciano Dal Ben                    | Ferrari 308 GTB   | 1   |

1 nicht gestartet

### Nur in der Meldeliste
Zu diesem Rennen sind keine weiteren Meldungen bekannt.

### Klassensieger
| Klasse | Fahrer             | Fahrer          | Fahrer       | Fahrzeug        | Platzierung im Gesamtklassement |
| ------ | ------------------ | --------------- | ------------ | --------------- | ------------------------------- |
| Gr. 5  | Bob Wollek         | Henri Pescarolo |              | Porsche 935/77A | Gesamtsieg                      |
| GT     | Angelo Pallavicini | Edi Kofel       | Marco Vanoli | Porsche 934     | Rang 7                          |

### Renndaten
- Gemeldet: 20
- Gestartet: 19
- Gewertet: 11
- Rennklassen: 2
- Zuschauer: unbekannt
- Wetter am Renntag: warm und trocken
- Streckenlänge: 3,488 km
- Fahrzeit des Siegerteams: 6:00:56,600 Stunden
- Gesamtrunden des Siegerteams: 261
- Gesamtdistanz des Siegerteams: 910,368 km
- Siegerschnitt: 151,331 km/h
- Pole Position: Bob Wollek – Porsche 935/77A (#7) – 1:16,640 = 163,841 km/h
- Schnellste Rennrunde: Toine Hezemans – Porsche 935/77A (#8) – 1:18,300 = 160,368 km/h
- Rennserie: 9. Lauf zur Sportwagen-Weltmeisterschaft 1978